# جين إيرا بلوم
جين إيرا بلوم (بالإنجليزية: Jane Ira Bloom)‏ هي أستاذة جامعية وعازفة جاز أمريكية، ولدت في 12 يناير 1955 في بوسطن في الولايات المتحدة.

## وصلات خارجية
- الموقع الرسمي
- جين إيرا بلوم على موقع ميوزك برينز (الإنجليزية)
- جين إيرا بلوم على موقع أول ميوزيك (الإنجليزية)
- جين إيرا بلوم على موقع ديسكوغز (الإنجليزية)